# Список умерших в 610 году

## Апрель
- Виттерих, король вестготов (603—610).

## Октябрь
- 5 октября — Леонтия, супруга Фоки, византийского императора (602—610).
- Боноз, византийский государственный деятель, комит Востока (609—610).

## Дата смерти неизвестна или требует уточнения
- Варака ибн Навфаль, несторианский священник, почитаемый мусульманами как один из первых ханифов, веривших в пророчество Мухаммада.
- Гизульф II, герцог Фриуля (590—610).
- Ираклий Старший, византийский военачальник, отец императора Ираклия I.
- Маэл Умай мак Баэтайн, ирландский военачальник, герой ирландских и валлийских преданий.
- Ромильда, герцогиня Фриуля по браку с Гизульфом II.
- Тассилон I, герцог Баварии (591/593—610).
- Фока, византийский император-узурпатор (602—610).
- Фома I, патриарх Константинопольский (607—610).
- Хильдоара, королева вестготов по браку с Гундемаром.